# Hans-Günther Toetemeyer
Hans-Günther Toetemeyer (* 25. Januar 1930 in Keetmanshoop, Südwestafrika; † 13. September 2017 in Trier) war ein deutscher Politiker (SPD). Er war mit Mandat des Wahlkreises Hagen vom 29. März 1983 bis 10. November 1994 für drei Wahlperioden Mitglied des Deutschen Bundestages, zuvor in der 6. und 7. Wahlperiode (1966–1975) Abgeordneter im Landtag Nordrhein-Westfalen.

## Leben
Toetemeyer wurde in Südwestafrika, dem heutigen Namibia, geboren, wo sein Vater Missionar war. Mit der Familie zog er aber schon früh nach Gelsenkirchen. In den Jahren 1949 und 1950 besuchte er dort das Gymnasium und arbeitete nach dem Abitur auf dem Bau. Im Jahr 1951 ging er an die Kirchliche Hochschule Wuppertal, wo er Evangelische Theologie studierte. Zudem nahm Toetemeyer das Studium von Geschichte und Anglistik auf. Zwischenzeitlich setzte er sein Studium an der Universität Bonn fort. Nach dem Studienabschluss im Jahr 1956 arbeitete er zunächst als Berufsschullehrer, ab 1965 dann an einer kaufmännischen Berufs- und Fachoberschule für Wirtschaft in Köln. Dort war er noch bis 1972 tätig.
Gemeinsam mit Dieter Corbach († 1994), Ulrich Iseke und Peter Wieners erstellte Hans-Günther Toetemeyer 1953 die erste Ausgabe des Liederbuches Die Mundorgel.
Sein Bruder Gerhard Tötemeyer war Anfang der 2000er Jahre Vizeminister in Namibia. Zuvor war er in den Jahren 1992 bis 1998 dortiger Wahlleiter.

## Politik

### Lokalpolitik
Toetemeyer trat 1963 der Kölner SPD bei und wurde 1968 Mitglied des Vorstandes des Kölner SPD-Unterbezirkes. Ab 1975 war er Mitglied im Unterbezirksvorstand der SPD Hagen. Von 1964 bis 1967 Mitglied des Rates der Stadt Köln, war er von 1972 bis 1983 als Beigeordneter der Stadt Hagen verantwortlich für die Bereiche Schulen, Kultur und Sport.

### Landespolitik
1966 und 1970 wurde Toetemeyer als Direktkandidat im Wahlkreis Köln-Stadt V Mitglied des nordrhein-westfälischen Landtags, dem er in der sechsten und siebten Wahlperiode vom 24. Juli 1966 bis 27. Mai 1975 angehörte. Dort war er Mitglied des Kulturausschusses, des Petitionsausschusses und des Rechnungsprüfungsausschusses (1970 bis 1972 als stellvertretender Vorsitzender), ferner des Arbeitskreises Kultur, Schule, Wissenschaft der SPD-Fraktion. Die inhaltlichen Schwerpunkte seiner Landtagsarbeit lagen in der Schul- und Hochschulpolitik. Hervor treten insbesondere seine Beiträge in den Auseinandersetzungen um die Schulreform (Gemeinschaftsschule vs. Bekenntnisschule) und die Einführung der Gesamtschule.

### Bundespolitik
Bei der Bundestagswahl 1983 wurde Toetemeyer in den Deutschen Bundestag gewählt. Er erlangte das Direktmandat im Wahlkreis Hagen und war von 1983 bis 1987 als ordentliches Mitglied im Ausschuss für Bildung und Wissenschaft tätig. Bis zum Dezember 1984 war er zudem stellvertretendes Mitglied im Ausschuss für wirtschaftliche Zusammenarbeit, danach rückte er dort ebenfalls als ordentliches Mitglied nach. In den beiden folgenden Bundestagswahlen konnte er sein Mandat jeweils behaupten und so blieb er bis zum Ausscheiden aus dem Parlament ordentliches Mitglied des Ausschusses für wirtschaftliche Zusammenarbeit. Nachdem Toetemeyer von 1987 bis April 1993 auch noch stellvertretendes Mitglied des Auswärtigen Ausschusses war, rückte er danach auch als ordentliches Mitglied nach. Nach der Bundestagswahl 1994 schied er aus dem Parlament aus.

### Verbände, Arbeitsgemeinschaften
Toetemeyer trat 1962 der Gewerkschaft Erziehung und Wissenschaft bei und engagierte sich auch als Mitglied in der Deutsch-Namibischen Gesellschaft. Ab 1966 war er zudem Vorsitzender des Bezirks Mittelrhein der Arbeitsgemeinschaft sozialdemokratischer Lehrer, zwei Jahre später wurde er stellvertretender Bundesvorsitzender und 1970 schließlich Landesvorsitzender dieser Arbeitsgemeinschaft.